# Donald (Oregon)
Donald és una població dels Estats Units a l'estat d'Oregon. Segons el cens del 2000 tenia 608 habitants.

## Demografia
Segons el cens del 2000, Donald tenia 608 habitants, 202 habitatges, i 163 famílies. La densitat de població era de 1.067 habitants per km².
Dels 202 habitatges en un 43,6% hi vivien nens de menys de 18 anys, en un 68,8% hi vivien parelles casades, en un 7,9% dones solteres, i en un 19,3% no eren unitats familiars. En el 12,9% dels habitatges hi vivien persones soles el 2% de les quals corresponia a persones de 65 anys o més que vivien soles. El nombre mitjà de persones vivint en cada habitatge era de 3,01 i el nombre mitjà de persones que vivien en cada família era de 3,34.
Per edats la població es repartia de la següent manera: un 31,3% tenia menys de 18 anys, un 7,2% entre 18 i 24, un 35,5% entre 25 i 44, un 20,4% de 45 a 60 i un 5,6% 65 anys o més.
L'edat mediana era de 31 anys. Per cada 100 dones de 18 o més anys hi havia 113,3 homes.
La renda mediana per habitatge era de 45.208$ i la renda mediana per família de 50.227$. Els homes tenien una renda mediana de 31.696$ mentre que les dones 30.078$. La renda per capita de la població era de 16.752$. Aproximadament el 6,3% de les famílies i el 6,9% de la població estaven per davall del llindar de pobresa.

## Poblacions més properes
El següent diagrama mostra les poblacions més properes.